# 235201 Lorántffy
(235201) Lorántffy, denumire internațională (235201) Lorantffy, este un asteroid din centura principală de asteroizi.

## Descriere
235201 Lorántffy este un asteroid din centura principală de asteroizi. A fost descoperit pe 23 septembrie 2003 la Piszkesteto de Krisztián Sárneczky și Brigitta Sipőcz. Asteroidul prezintă o orbită caracterizată de o semiaxă mare de 3,11 ua, o excentricitate de 0,31 și o înclinație de 28,2° în raport cu ecliptica.

## Denumirea asteroidului
Asteroidul a primit numele în onoarea principesei-consoarte a Transilvaniei, Zsuzsanna Lorántffy, soția principelui Transilvaniei, Gheorghe Rákóczi I.